# Сереброполь
Серебро́поль (рос. Сереброполь) — село у складі Табунського району Алтайського краю, Росія. Адміністративний центр Серебропольської сільської ради.

## Населення
Населення — 984 особи (2010; 1109 у 2002).
Національний склад (станом на 2002 рік):
- росіяни — 55 %
- німці — 26 %